# Schaal Sels 1987
La Schaal Sels 1987, sessantaduesima edizione della corsa, si svolse il 1º settembre 1987 su un percorso con arrivo a Merksem. Fu vinta dal belga Ludo De Keulenaer della Panasonic davanti ai suoi connazionali Wim Van Eynde e Yves Jeurissen.

## Ordine d'arrivo (Top 10)
| Pos. | Corridore          | Squadra                         | Tempo |
| ---- | ------------------ | ------------------------------- | ----- |
| 1    | Ludo De Keulenaer  | Panasonic                       |       |
| 2    | Wim Van Eynde      | Lotto-Eddy Merckx               |       |
| 3    | Yves Jeurissen     |                                 |       |
| 4    | Johnny Dauwe       |                                 |       |
| 5    | Nico Emonds        | Superconfex-Kwantum Hallen-Yoko |       |
| 6    | Jan Bogaert        | Transvemij-Van Schilt-Floorgres |       |
| 7    | Jacques Verbrugge  |                                 |       |
| 8    | Gino Van Hooydonck | Superconfex-Kwantum Hallen-Yoko |       |
| 9    | Luc Govaerts       | SEFB-Gipiemme                   |       |
| 10   | Peter Roes         | Lotto-Eddy Merckx               |       |